# Ogulnia fuscitarsis
Ogulnia fuscitarsis är en stekelart som beskrevs av Cameron 1904. Ogulnia fuscitarsis ingår i släktet Ogulnia och familjen brokparasitsteklar. Inga underarter finns listade i Catalogue of Life.